# 光天 (前蜀)
光天（918年）一作光大、廣大，是前蜀高祖王建的第五個年号，共计1年。光天元年（918年）六月后主王衍即位沿用。

## 改元
- 天漢元年——十二月八日，明年改元為光天元年。[3][4][5]
- 光天元年——六月一日，前蜀高祖去世；二日，後主王衍繼位。十二月二十二日，明年改元為乾德元年。[6][7][8]

## 紀年對照表
| 光天 | 元年  |
| ---- | ----- |
| 公元 | 918年 |
| 干支 | 戊寅  |

## 同期存在的其他政权年号
- 中國
  - 貞明（915年－921年）：後梁—朱友貞之年號
  - 天祐（907年－923年）：晉—李存勗尊奉之年號
  - 天復（907年－922年）：岐—李茂貞尊奉之年號
  - 天祐（907年－919年）：吳—楊渥、楊隆演尊奉之年號
  - 乾亨（917年－925年）：南漢—劉龑之年號
  - 安和（917年－920年）：大長和—鄭仁旻之年號
  - 神册（916年－922年）：契丹—耶律阿保機之年號
  - 同慶（912年－966年）：于闐—尉遲烏僧波之年號
- 朝鮮半島
  - 正開（901年—936年）：後百濟—甄萱、甄神劍之年號
  - 政開（914年－918年）：後高句麗—弓裔之年號
  - 天授（918年－933年）：高麗—太祖王建之年號
- 日本
  - 延喜（901年－923年）：醍醐天皇之年号

## 參看
- 中國年號索引
- 其他時期使用的光天年號

## 深入閱讀
- 李崇智. . 北京: 中華書局. 2004年12月. ISBN 7101025129.
- 鄧洪波. . 臺北: 國立臺灣大學東亞經典與文化研究計劃. 2005年3月  [2022-01-03]. ISBN 9789860005189. （原始内容 (pdf)存档于2007-08-25）.

| 前一年號： 天汉 | 前蜀年號 918年 | 下一年號： 乾德 |